# Plagiochila flavescens
Plagiochila flavescens là một loài rêu tản trong họ Plagiochilaceae. Loài này được (Gottsche, Lindenb. & Nees) Gottsche miêu tả khoa học lần đầu tiên năm 1863.